# Árapály-csóva

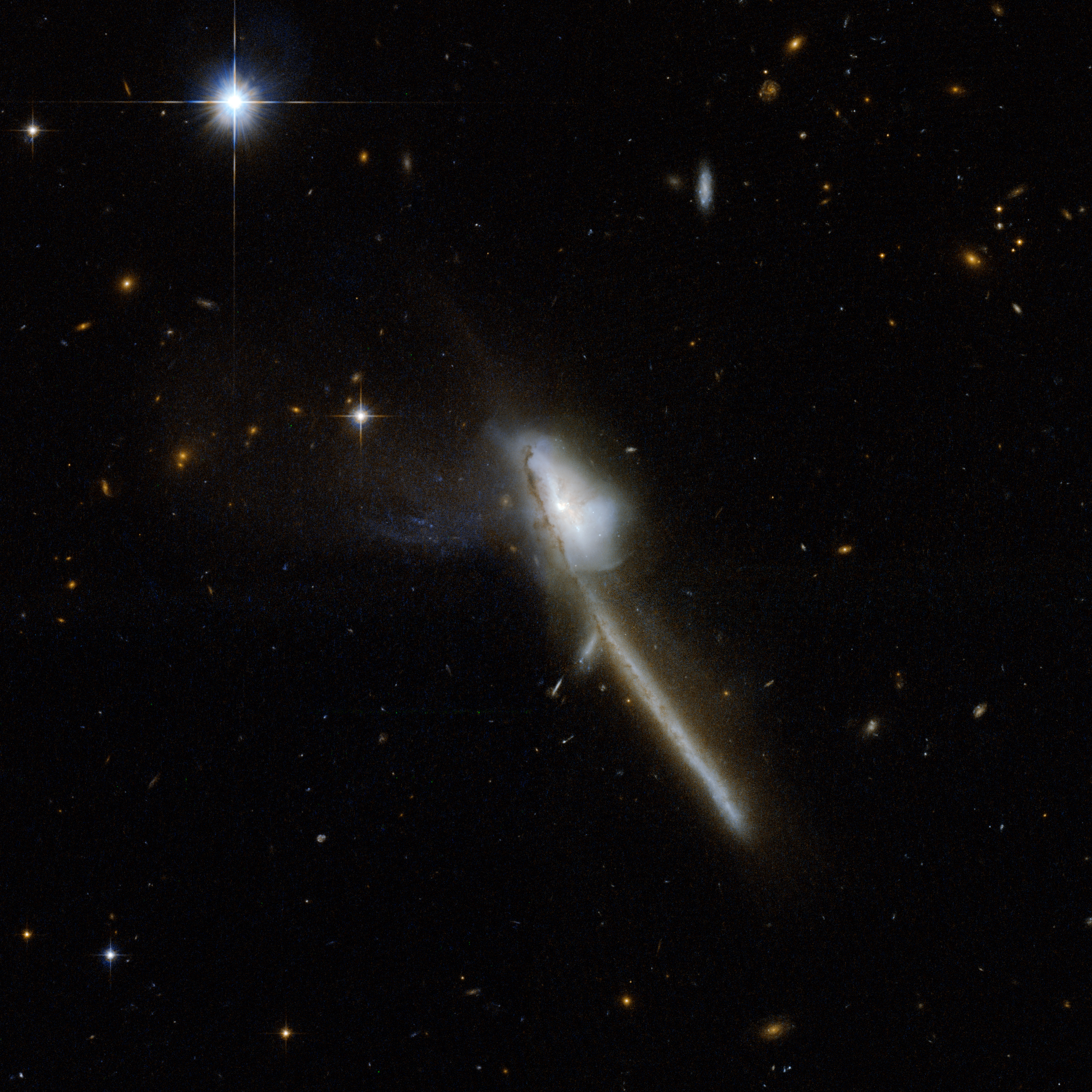
A Markarjan 273, két galaxis egyesüléséből létrejött galaxis, 130 000 fényév hosszú árapály-csóvával. A Hubble űrtávcső felvétele.

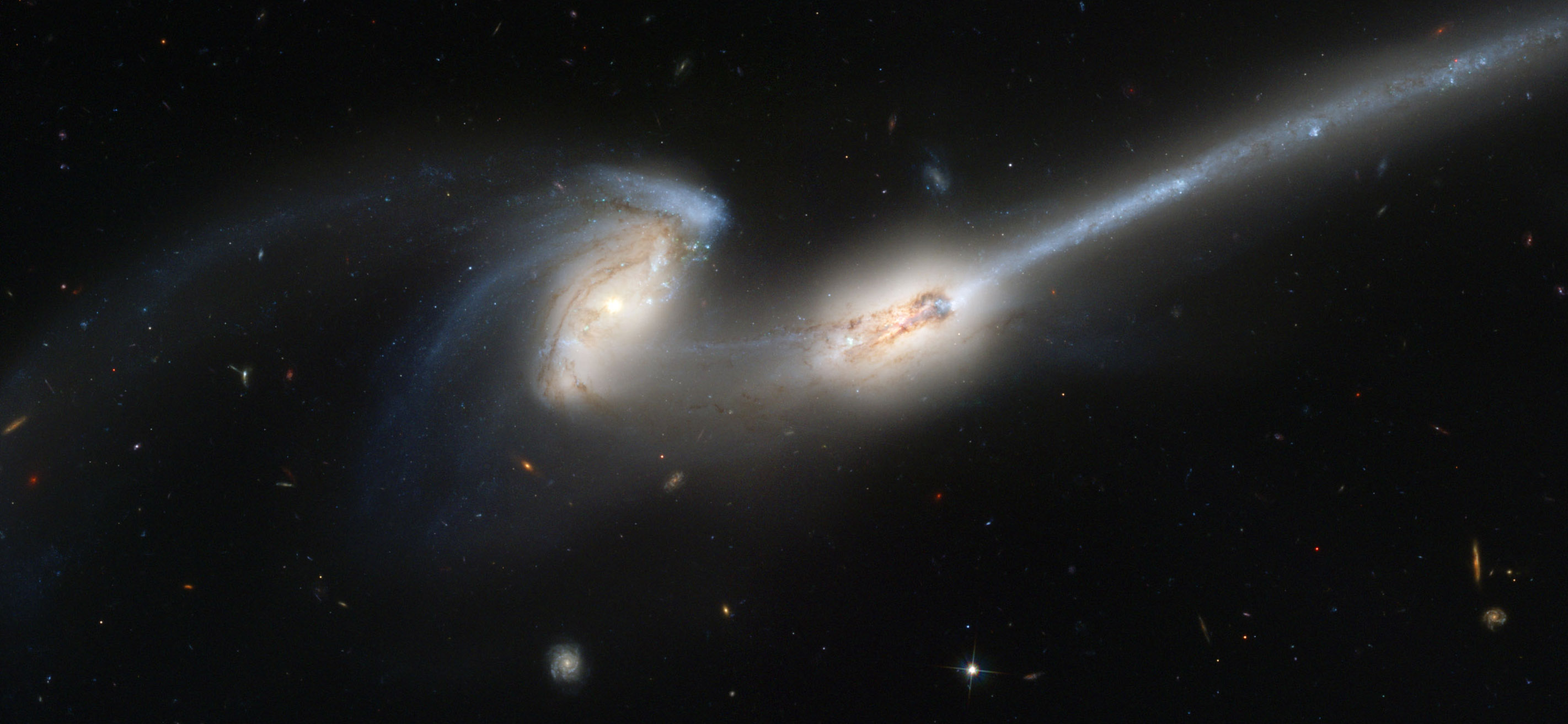
Az NGC 4676, az Egér-galaxisok a Coma Berenices-ben: két ütköző spirálgalaxis, melyeket eltorzított az árapály-hatás. Az egér „farka” az árapály-csóva, az egyik galaxis nagyon megnyúlt spirálkarja.

Az árapály-csóva csekély összetartó erővel bíró objektumok, mindenekelőtt galaxisok gravitációs kölcsönhatásakor létrejövő jelenség, a galaxis pályáján előtte és mögötte keringő „farok”. A két vagy több, pályájához mérten nagy méretű objektum egymás körüli keringése során az objektum különböző pontjain lévő alkotórészekre (például galaxisok esetén csillagokra, csillaghalmazokra, gázfelhőkre) eltérő távolságaik miatt (a távolság négyzetével arányos) eltérő tömegvonzás (azaz árapály-erők, innen a név) hat. A két objektum legközelebbi alkotórészei így jobban gyorsulnak, mint a távolabbiak, ezért az objektum a pálya hosszában elnyúlik, majd teljesen szét is eshet.